# Skadjamarsuolu
Skadjamarsuolu är en ö i Finland. Den ligger i Tana älv och i kommunen Utsjoki i den ekonomiska regionen Norra Lappland och landskapet Lappland, i den norra delen av landet, 1 100 km norr om huvudstaden Helsingfors. Öns area är 0,9 hektar och dess största längd är 200 meter i nord-sydlig riktning.